# Luxemburg (Iowa)
Luxemburg – miasto w Stanach Zjednoczonych, w stanie Iowa, w hrabstwie Dubuque. W 2000 roku liczyło 246 mieszkańców.